# Philippe Destatte
Philippe Destatte, né à Charleroi le 28 octobre 1954, est un historien et un prospectiviste européen spécialiste du développement régional, du fédéralisme et de la Wallonie.

## Formation et parcours
Après une maîtrise en Histoire contemporaine à l'Université de Liège et des études de Slavistique à l'Université de Liège et à l'Université libre de Bruxelles, Philippe Destatte devient professeur d'histoire et de sciences sociales à l'École normale de l'État (devenue Haute École Charlemagne) à Liège, aux Athénées royaux de Liège II, Soumagne, Vottem, Philippeville, et Couvin, aux Instituts techniques d'Izel-sur-Semois, de Dinant et Namur. Parallèlement, il est chargé de cours à l'École supérieure de Pédagogie de la Province du Luxembourg à Saint-Hubert.
En 2008, le Centre d’Étude de l'Histoire de l'Europe contemporaine de l'Université catholique de Louvain  résume ainsi son parcours : « Philippe Destatte est directeur général de l'Institut Destrée où il co-anime le Centre interuniversitaire d'Histoire de la Wallonie et du Mouvement wallon qu'il y a fondé en 1987. Il enseigne l'histoire de Belgique à l'Université de Mons ainsi que la prospective et ses méthodes aux universités de Paris Diderot - Paris 7 et Reims Champagne-Ardenne. Ses recherches portent sur l'histoire de la société et des institutions, dans un cadre régional et européen. Il s'attache également, au travers de la prospective, à approfondir les questions de la longue durée, de l'historicité et de la temporalité . » 
Il devient directeur général du centre de recherche et think-tank Institut Destrée en 1987. Il y fonde, avec l'appui d'historiens comme Léopold Genicot, Hervé Hasquin, Marinette Bruwier ou Jacques Stiennon, le Centre interuniversitaire d'Histoire de la Wallonie et du Mouvement wallon. C'est sous sa direction que l'Institut Destrée publie les quatre premiers « tomes » de l'Encyclopédie du Mouvement wallon .
De 1992 à 1995, Philippe Destatte est directeur de cabinet adjoint du ministre fédéral belge de la Politique scientifique et des Institutions culturelles bi-communautaires Jean-Maurice Dehousse . Il y fait office de chef de Cabinet pour les compétences que son ministre exerce avec Louis Tobback, du côté néerlandophone, dans le cadre de la réforme constitutionnelle de 1993. En 1995, il reprend pleinement ses fonctions à l'Institut Destrée dont il installe le quartier général à Namur. Cette année là, une polémique l'oppose à Anne Morelli à propos de Jules Destrée accusé d'antisémitisme que l'on peut lire sur le site de l'Institut Destrée.
Philippe Destatte assume les fonctions de directeur général de cette institution jusqu'au 1er juillet 2022, date à laquelle il décide de mettre fin à son mandat pour se consacrer à l'enseignement, à la recherche et à l'écriture. L'Assemblée générale de l'Institut élit Philippe Destatte comme président de cette institution .
En 2004, il est désigné chargé d'enseignement puis maître de conférences à l'Université de Mons, où il enseigne la Société et les Institutions et l'Histoire de Belgique d'abord à l’École de Droit, puis à l'Institut des Sciences humaines et sociales, ainsi qu'en Master en Politique économique et sociale à la Faculté Warocqué d'Économie et de Gestion.
<ref>Formé à la prospective en France et aux États-Unis, il a notamment suivi les cours du Professeur Peter Bishop (Strategic Foresight Certificate) à l'Université de Houston en 2010 et a organisé avec ce dernier un certificat international en Strategic Foresight à Bruxelles, de 2011 à 2015 .[précision nécessaire]<ref>, Philippe Destatte a piloté ou copiloté de nombreux travaux de prospective en Wallonie : d'abord quatre exercices « La Wallonie au futur » (1987-1999), puis « Wallonie 2020 » (2001-2004), la « Mission prospective Wallonie 21 » (2000-2004), « ProspEnWal la Prospective des Entreprises wallonnes » (2003-2004), avant de lancer le « Collège régional de Prospective de Wallonie » (2004) et « Wallonie 2030 » (2010). Impliqué dans de nombreuses initiatives de la Commission européenne  en matière de prospective – Blueprints for Foresight Actions in the Regions, Forlearn, Mutual Learning Platform, Cities of Tomorrow, The Future of Government, R&I Foresight, etc. –, il a présidé de 2004 à 2012 le Collège européen de Prospective territoriale (European Regional Foresight College) fondé dans le cadre du Conseil scientifique de la DATAR alors présidé par Michel Godet où il a travaillé comme directeur de recherche, avec notamment Philippe Durance. 
De 2002 à 2006, Philippe Destatte enseigne la prospective et ses méthodes à l'Université d'Auvergne à Clermont-Ferrand, Faculté des Sciences économiques et de Gestion - DESS en Développement économique. Depuis 2004, il enseigne les méthodes de la prospective, la prospective territoriale ainsi que la prospective appliquée au développement durable en facultés d'économie aux universités Paris VII - Diderot et de Reims Champagne-Ardenne (Faculté des Sciences économiques, sociales et de Gestion, Master en Économie appliquée (M2), Économie, Environnement et Développement durable, Théorie et Méthodologie de la Prospective & Ateliers de Prospective appliquée au Développement durable (40 h). - Master en Mathématiques (M2), UFR Sciences exactes et naturelles, Parcours statistique pour l’Évaluation et la Prospective (SEP) ). De 2015 à 2017, il était maître de conférences invité à la Faculté des Sciences économiques et sociales, politiques et de Communication de l'Université catholique de Louvain (ESPO), dans la Chaire André Molitor de réformes politiques, administratives et internationales (30 h.) pour un cours intitulé Prospective, anticipation et conduite du changement dans les organisations et les politiques publiques. Il a également été impliqué dans des travaux prospectifs en Allemagne ainsi qu'en Irlande, notamment sur l'enseignement universitaire.
Depuis 2003, Philippe Destatte est membre du Planning Committee du Millennium Project fondé à Washington par l'American Council for United Nations University. Au sein de ce réseau international de centres de recherches en prospective, il est président du nœud de l'Aire de Bruxelles. De 2011 à 2015, il a servi comme membre du Board of Directors de cet organisme.
Outre une série de livres sur l'histoire de la Wallonie, l'histoire de la Belgique contemporaine ainsi que sur la prospective européenne, il a écrit le dernier chapitre de l' Histoire culturelle de la Wallonie  et exprime son sentiment à l'égard de l'identité wallonne, regrettant notamment qu'il n'y a pas à Namur (au sens de la capitale de la Wallonie de directeur des affaires culturelles. Il estime en revanche contre le Manifeste pour la culture wallonne, qu'on ne peut pas imposer son identité à quelqu'un ce que disait le texte de 1983 en estimant que sont Wallons tous les habitants de la Wallonie.
La Libre Belgique a écrit en 2013 que l'Institut Destrée est parfois plus reconnu à l'étranger qu'en Belgique même .
Lors des fêtes de Wallonie de 2014, il insiste à la RTBF sur le fait que la Wallonie devra d'ici dix ans se passer des mécanismes de solidarité intra-belges .

## Ouvrages
- L'Identité wallonne. Aperçu historique, Namur, Présidence de l'Exécutif régional wallon, 1991, 2ième éd.
- L'Identité wallonne. Essai sur l'affirmation politique de la Wallonie, XIX-XXe siècles, Charleroi, Institut Jules-Destrée, 1997.
- L'Idée fédéraliste dans les États-nations, Regards croisés entre la Wallonie et le monde, Bruxelles, Presses interuniversitaires européennes, 1999.
- Encyclopédie du Mouvement wallon, sous la direction scientifique de Paul Delforge, Philippe Destatte et Micheline Libon, Charleroi, Institut Destrée, 2000-2010, 4 « tomes ».
- Évaluation, prospective et développement régional, Charleroi, Institut Destrée, 2001.
- La Prospective territoriale comme outil de gouvernance, avec Pascale Van Doren, Charleroi, Institut Destrée, 2003.
- Regional Foresight, Boosting Regional Potential, Mutual Learning Platform Regional Foresight Report, avec Günter CLAR, Luxembourg, European Commission, 2006.
- Les Mots-clefs de la prospective territoriale, avec Philippe Durance, Paris, La Documentation française, 2009.
- Un autre pays, Nouvelle histoire de Belgique 1970-2000, volume 9 de la Nouvelle Histoire politique de la Belgique contemporaine de 1830 à nos jours, sous la direction de Michel Dumoulin, Vincent Dujardin et Mark Van den Wijngaert, avec Marnix Beyen, Bruxelles, Le Cri, coll. « Histoire », 2009, 428 pages [15].
- La Belgique va-t-elle disparaître ? Itinéraire d'une nation européenne, avec Marnix Beyen, La Tour d'Aigues, L'Aube, coll. « L'urgence de comprendre », 2011.
- Jules Destrée, La Lettre au roi et au-delà, avec Catherine Lanneau, Namur-Institut Destrée, Liège, Musée de la Vie wallonne, 2013.
- Histoire de la Belgique contemporaine, Société et institutions, Bruxelles, Larcier, 2019.
- Le Confédéralisme, spectre institutionnel, collection Notre Histoire, Namur, Institut Destrée, 2021.
- Het spook van het confederalisme, België met vier, Antwerpen, Doorbraak, 2023.
- Citizens' Engagement Approaches and Methods in R&I Foresight, Brussels, European Commission, Directorate-General for Research and Innovation, Horizon Europe Policy Support Facility, 2023[16].
- Histoire de la Belgique contemporaine, Société et institutions (1790-2020), coll. de l'Ecole de Droit UMONS-ULB, Bruxelles, Larcier - Intersentia, 2024, 442 p.